# Cydosia gracilella
Cydosia gracilella là một loài bướm đêm trong họ Erebidae.